# Dipendenza da barbiturici
La dipendenza da barbiturici si sviluppa con l'uso regolare di barbiturici, che a sua volta può portare alla necessità di aumentare le dosi del farmaco per ottenere l'effetto farmacologico o terapeutico desiderato originale. L'uso di barbiturici può causare sia dipendenza, che dipendenza fisica, e come tali hanno un alto possibilità di abuso. La dipendenza psicologica da barbiturici può svilupparsi rapidamente. Il recettore GABA, uno dei principali siti di azione dei barbiturici, si pensa svolgere un ruolo fondamentale nello sviluppo di tolleranza e dipendenza da barbiturici.
Il meccanismo con cui la tolleranza ai barbiturici si sviluppa, si pensa sia diverso da quello per l'etanolo o le benzodiazepine, anche se questi farmaci hanno dimostrato tolleranza crociata. La gestione di una dipendenza fisica da barbiturici è l'inserimento del fenobarbital ad azione prolungata seguita da una riduzione graduale della dose. Il fenobarbital eliminato lentamente diminuisce la gravità della sindrome di astinenza e riduce la probabilità di gravi effetti quali le convulsioni. Gli antipsicotici non sono raccomandati per la sospensione dei barbiturici, soprattutto la clozapina, olanzapina o fenotiazine a bassa potenza come la clorpromazina, abbassano la soglia convulsiva e possono peggiorare una sindrome da astinenza; se è necessario bisogna utilizzarli con estrema cautela.